# Pont du Long-Sault
Le pont du Long-Sault est un ouvrage d'art permettant de franchir la rivière des Outaouais (le lac Dollard-des-Ormeaux) entre Hawkesbury (Ontario) et Grenville (Québec) au Canada. Il relie ainsi les comtés unis de Prescott et Russell sur la rive droite à la municipalité régionale de comté d'Argenteuil sur la rive gauche. Long de 650 m et large de 21,8 m, il passe par l'île du Chenail. Il se trouve dans la continuité de la route 34 du côté ontarien mais ne fait pas partie du réseau numéroté au Québec. La route 34 permet un accès rapide à la route de comté 17 et à l'autoroute 417. Sur la rive québécoise, le pont se rabat sur la rue Maple qui devient la route régionale 344, offrant un accès rapide à la route nationale 148 et à l'autoroute 50 au Québec. Construit en 2000, il remplace le pont Perley.